# Shahrestān-e Fāmenīn
Shahrestān-e Fāmenīn (persiska: شهرستان فامنين, فامنين) är en delprovins (shahrestan) i Iran.   Den ligger i provinsen Hamadan, i den nordvästra delen av landet, 210 km väster om huvudstaden Teheran.
Delprovinsen hade 39 359 invånare 2016.